# Musée Adja Swa
Le Musée Adja Swa est un musée situé à Abidjan, en Côte d'Ivoire.